# Уесли Кларк
Уесли Кейн Кларк (на английски: Wesley Kanne Clark) е американски генерал, главнокомандващ на силите на НАТО в Европа (1997-2000).

## Биография
Уесли Кларк е роден на 23 декември 1944 година в град Чикаго, щата Илинойс.
Започва военната си кариера във Виетнам, където е раняван 4 пъти. Като върховен главнокомандващ силите на НАТО в Европа от 1997 до 2000 г. води войната в Косово. Съветник е на Ричард Холбрук по Дейтънското мирно споразумение. Кандидат за президент на САЩ от Демократическата партия през 2004 г. и 2008 г. Заедно с Петър Стоянов е член на борда на фондацията на Бил Клинтън „Глобъл инишитив“. Част от управата на Центъра за глобален диалог и сътрудничество и носител на Голямата награда за принос за разбирателството в следконфликтните региони на света.